# Trinidad a Tobago na Letních olympijských hrách 1952
Trinidad a Tobago na Letních olympijských hrách 1952 ve finských Helsinkách reprezentovali 2 sportovci (2 muži) v 1 sportu.

## Medailisté
| Medaile | Jméno          | Sport    | Disciplína                   |
| ------- | -------------- | -------- | ---------------------------- |
| Bronz   | Lennox Kilgour | Vzpírání | muži polotěžká váha do 90 kg |
| Bronz   | Rodney Wilkes  | Vzpírání | muži pérová váha do 60 kg    |